# Rue Bruno-Coquatrix
La rue Bruno-Coquatrix est une voie du 9e arrondissement de Paris, en France.

## Origine du nom

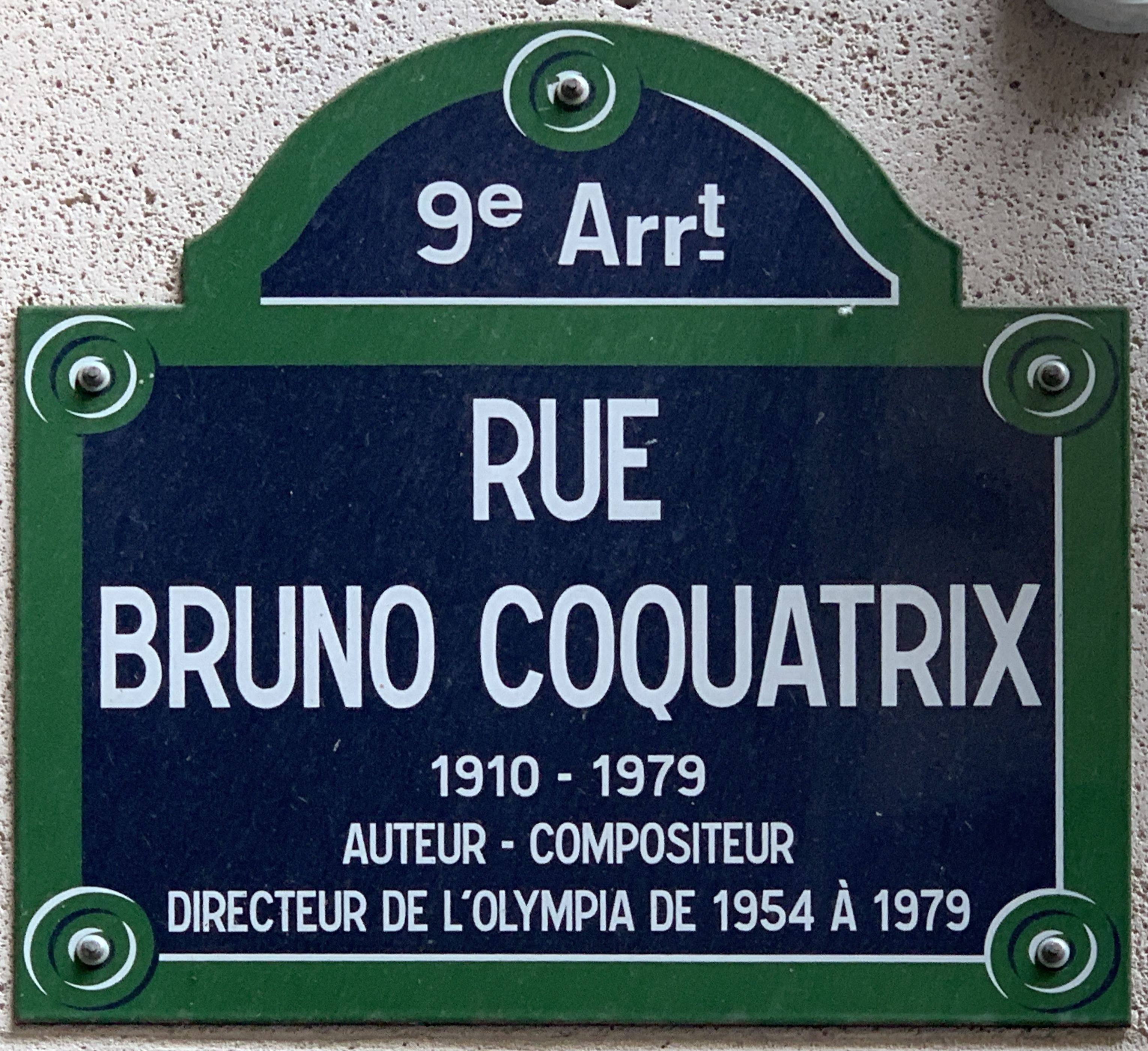
Plaque de la rue.

Cette rue porte le nom du directeur de l'Olympia, une célèbre salle de spectacle parisienne, Bruno Coquatrix (1910-1979).

## Historique
Située à proximité de l'Olympia, la rue Bruno-Coquatrix a été inaugurée le 30 novembre 2010 par le maire de Paris, Bertrand Delanoë, et en présence de membres de sa famille et d'artistes tels que Charles Aznavour, Salvatore Adamo, Popeck,.